# 王様の耳はロバの耳
王様の耳はロバの耳（おうさまのみみはろばのみみ）は、ギリシア神話に登場するフリギア王ミダスの物語。

## あらすじ
昔、竪琴の神と笛の神がどっちの音が素晴らしいかで争っていた。その審査をした神たちは竪琴の音が素晴らしかったと言ったが、王は「自分の耳には笛の音がよく響いた」と言う。そのことに怒った竪琴の神は、王の耳をロバの耳に変えてしまい、このことに恥ずかしくなった王は頭巾を被って耳を隠すようになる。
だが、床屋に髪を切ってもらうことになった時、王の耳がロバの耳であることを知ってしまった床屋は、王に口止めをされた苦しさのために、森の中の葦のちかくに掘った穴の底に向かって「王様の耳はロバの耳」と叫ぶ。数日後、穴を塞いだあとに生えた葦がその言葉を言うようになる。それを聞いた王は床屋が言いふらしたと思って激怒するが、床屋から事情を聞いて家来に調べさせた結果、葦が言っていることを知ると恥ずかしくなって床屋を釈放し、ロバの耳を晒して生きるようになった。

## 日本のミュージカル
日本では、劇団四季がこの題での子供向けミュージカルを上演している。初演は1965年で、作は寺山修司である。劇団四季の株式会社化以前、ニッセイ名作劇場として上演された。作曲はいずみたく、演出は浅利慶太。
ミュージカルでは、原典の物語に続いて、森の木々が耳の秘密を言い立てる。王は木々を切り倒そうとし、これに対して、真実を語るよう王に迫る民衆との間で歌合戦となる。王が負けて、真実を隠そうとした自身を反省したところで、ロバの耳が落ちるというハッピーエンドである。
1970年代には、滝田栄が王を演じていた。

## 出版情報
日本語で出版された書籍のみ記載。

### 書籍
- 宇野輝雄訳 『王さまの耳はろばの耳 : ギリシア神話』 集英社〈こどものための世界名作童話〉、1980年3月。全国書誌番号:81014547、NCID BN09045535。
- 岸田衿子 『おうさまのみみはろばのみみ』 チャイルド本社〈世界の昔話名作選 9〉、2014年12月。ISBN 978-4-8054-4101-5。
- 寺山修司 『人魚姫・王様の耳はロバの耳 : 寺山修司世界名作童話』 新書館、1973年。
- 瀬川昌男 『王さまの耳はロバの耳』朝日ソノラマ <世界のむかし話>、1978年10月。
- 村野守美 『王様の耳はロバの耳』 雄鶏社〈おんどりアニメ絵本館 40〉、1988年9月。ISBN 978-4-277-85240-1。
- 山室静 『おうさまのみみはロバのみみ』 フレーベル館〈せかいむかしばなし 4〉、1985年8月。ISBN 978-4-577-01134-8。

### 演劇シナリオ
- 寺山修司 『王様の耳はロバの耳』 劇団四季〈名作童話による子供のためのミュージカル・プレイ〉[2]
- みやざきみちはる 「王様の耳はロバの耳」 『小学校たのしい劇の本 高学年』 日本演劇教育連盟編、国土社、2007年3月。ISBN 978-4-337-27103-6。